# هاري دان (ضابط شرطة)
هاري أنتوني دان (من مواليد 25 سبتمبر 1983) هو مؤلف أمريكي ومرشح سياسي وضابط شرطة سابق خدم في شرطة الكابيتول بالولايات المتحدة من عام 2008 إلى عام 2023. وكان دان أحد الضباط العديدين الذين حضروا الهجوم على مبنى الكابيتول الأمريكي في 6 يناير ، وشهد مع زملائه أمام الكونجرس الأمريكي في لجنة مختارة تابعة لمجلس النواب تحقق في الهجوم . وقد نال بفضل جهوده الميدالية الذهبية للكونجرس والميدالية الرئاسية للمواطنين. أعلن دان، وهو عضو في الحزب الديمقراطي ، ترشحه للمنطقة الثالثة في الكونجرس بولاية ماريلاند في انتخابات عام 2024 . خسر أمام سارة إلفريث في الانتخابات التمهيدية للحزب الديمقراطي.

## حياته المهنية
وُلِد دان في قاعدة أندروز الجوية في مورنينجسايد بولاية ماريلاند. التحق بمدرسة سوراتسفيل الثانوية في كلينتون بولاية ماريلاند، ولعب كلاعب خط هجوم في فريق كرة القدم بالمدرسة. التحق دان بجامعة جيمس ماديسون، حيث درس الصحة العامة ولعب كرة القدم الجامعية لفريق جيمس ماديسون ديوكس. كان عضوًا في فريق أبطال NCAA القسم الأول AA لعام 2004. تخرج دان من جامعة جيمس ماديسون في عام 2005. بعد تخرجه، وقع دان مع نادي مونتريال ألويتس التابع لدوري كرة القدم الكندي، ولكن تم إطلاق سراحه أثناء معسكر التدريب.
انضم دان إلى شرطة الكابيتول بالولايات المتحدة في عام 2008. من عام 2009 إلى عام 2023، عمل كمستجيب أول يوفر الأمن حول الجزء الخارجي من مبنى الكابيتول بالولايات المتحدة وعضوًا في فريق التفاوض في أزمة شرطة الكابيتول. تم تكليفه كضابط كجندي من الدرجة الأولى في عام 2011، وتم تعيينه ضابط تدريب ميداني في عام 2017. في نوفمبر 2021، ترشح دان ضد جوس باباثاناسيو في انتخابات لرئاسة لجنة عمل شرطة الكابيتول الأمريكية. هزم باباثاناسيو دان في اقتراع سري.

## هجوم الكابيتول في 6 يناير
في يوم الهجوم على مبنى الكابيتول الأمريكي في 6 يناير ، كان دان متمركزًا خارج مبنى الكابيتول . بعد اقتحام مبنى الكابيتول، تم استدعاؤه إلى الداخل لحراسة درج المبنى مع الضباط المصابين وحراسة مكتب رئيسة مجلس النواب نانسي بيلوسي . تفاعل مع مثيري الشغب، وكان العديد منهم يحملون أعلام "لنجعل أمريكا عظيمة مرة أخرى" وأعلام الكونفدرالية ، وأعضاء حركة "حراس القسم" مثل كيلي ميجز. قال دان أنه بحلول نهاية اليوم، كانت قبضتيه ملطخة بالدماء نتيجة للقتال مع مثيري الشغب.
دعا دان، ضابط شرطة العاصمة واشنطن العاصمة مايكل فانوني ، وجلاديس سكينك، والدة بريان سكينك ، إلى إنشاء لجنة 6 يناير للتحقيق في الهجوم بطريقة مماثلة للجنة 11 سبتمبر في اجتماعات مع أعضاء مجلس الشيوخ الأمريكي من الحزب الجمهوري  كان حاضرا عندما وافق مجلس النواب الأمريكي على تشكيل لجنة مختارة تابعة لمجلس النواب الأمريكي للتحقيق في هجوم السادس من يناير. وقد أدلى بشهادته أمام اللجنة إلى جانب فانوني ورقيب شرطة الكابيتول أكويلينو جونيل وضابط شرطة العاصمة دانييل هودجز في جلسة الاستماع التمهيدية في 27 يوليو 2021. في شهادته، قال دان إن مثيري الشغب استخدموا عبارات عنصرية ضده أثناء الهجوم وأنه حضر جلسات علاج نفسي وانخرط في دعم الأقران لمساعدته على معالجة الصدمة التي تعرض لها. تم منح الضباط الأربعة مقعدًا في الصف الأمامي لجميع جلسات الاستماع العامة للجنة في عام 2022. أعرب دان عن اعتقاده بأنه يجب إلقاء القبض على دونالد ترامب بسبب سلوكه الذي سبق أعمال الشغب.
شهد دان في محاكمة حراس القسم عام 2022 بتهمة التآمر التحريضي بسبب أفعالهم المتعلقة بهجوم الكابيتول. على الرغم من أنهم زعموا أنهم كانوا يحاولون مساعدة الضباط أثناء الهجوم، إلا أن دان نفى ادعاءاتهم. وأسفرت المحاكمة عن إدانة ميجز وستيوارت رودس. كتب دان مذكراته بعنوان Standing My Ground ، والتي نُشرت في 24 أكتوبر 2023 بواسطة Hachette Books. استقال من شرطة الكابيتول في 17 ديسمبر 2023.

## نشاطه السياسي

### الحملة الانتخابية للكونغرس 2024
في أكتوبر 2023، بعد أن أعلن النائب الأمريكي جون ساربانس أنه لن يترشح لإعادة انتخابه في عام 2024، أعرب دان عن اهتمامه بالترشح المحتمل لمقعده في الدائرة الثالثة للكونغرس في ماريلاند. دخل السباق رسميًا في 5 يناير 2024، ليخوض الانتخابات التمهيدية الديمقراطية المزدحمة والتي تضم خمسة مشرعين في الولاية مارك س. تشانج، وسارة إلفريث، وتيري هيل، وكلارنس لام، ومايك روجرز. لو تم انتخابه، لكان دان هو ضابط شرطة الكابيتول الثاني الذي يتم انتخابه للكونجرس بعد انتخاب هاري ريد لأول مرة للدائرة الكونجرسية الأولى في نيفادا في عام 1982. ونتيجة لقدرته القوية على جمع التبرعات وتواجده على الإنترنت، كان يُنظر إلى دان باعتباره المتصدر في السباق إلى جانب إلفريث ولام. اعتبارًا من أبريل 2024، تقدم دان على منافسيه في جمع التبرعات بمبلغ 4.5 مليون دولار في المساهمات.
خلال الانتخابات التمهيدية للحزب الديمقراطي، خاض دان حملته على أساس برنامج يتضمن قضايا تتعلق بالديمقراطية، والإجهاض، والبنية الأساسية، وقوانين الرعاية الصحية، وإصلاح الأسلحة النارية. حصل على تأييدات من العديد من المشاهير الديمقراطيين، بما في ذلك ممثلي الولايات المتحدة نانسي بيلوسي ، وجيم كليبرن ، وآدم شيف ، وياسمين كروكيت، ولكن لم يحصل على أي تأييد من المسؤولين المنتخبين داخل المنطقة. تعهد دان بعدم قبول التبرعات للحملات من لجان العمل السياسي للشركات (PACs) وانتقد لجنة الشؤون العامة الأمريكية الإسرائيلية (AIPAC) لتورطها في الانتخابات التمهيدية من خلال تشغيل إعلانات لصالح إلفريث. كما أعرب عن دعمه لإسرائيل وحقها في الدفاع عن نفسها وسط الحرب بين إسرائيل وحماس ، ومعارضته لربط المساعدات الأمريكية لإسرائيل. كما أعرب دان عن دعمه لمشروع قانون يهدف إلى توفير 74 مليار دولار لتمويل أوكرانيا وإسرائيل والمساعدات الإنسانية لقطاع غزة. أيد دان التعديل الذي قدمه السيناتور الأمريكي كريس فان هولن والذي من شأنه أن يجعل المساعدات الخارجية الأمريكية مشروطة بامتثال الدولة للقانون الدولي، لكنه أكد لاحقًا أنه سيدعم فقط إلزام الدول بالامتثال للشروط القائمة بدلاً من وضع شروط جديدة.
هُزم دان في الانتخابات التمهيدية الديمقراطية أمام عضو مجلس الشيوخ سارة إلفريث في 14 مايو 2024، ليحتل المركز الثاني بنسبة 25.0 في المائة من الأصوات. اعترف بالهزيمة في تلك الليلة وأيد إلفريث في الانتخابات العامة.

### المسيرة السياسية بعد الحملة الانتخابية
بعد هزيمته، بدأ دان في تأسيس لجنة عمل سياسية خاصة به، وهي لجنة المدافعين عن الديمقراطية، لدعم المرشحين ضد الجمهوريين المؤيدين لترامب. في مقابلة مع Maryland Matters في يوليو 2024، قال إن PAC لن تنفق الكثير على المرشحين المعتمدين لديها لأنه لا يريد أن يُنظر إليها على أنها PAC تضع إبهامها على الميزان. كما شارك دان أيضًا في حملة إعادة انتخاب الرئيس بايدن عام 2024، ثم حملة نائبة الرئيس كامالا هاريس الرئاسية لعام 2024، في الولايات المتأرجحة إلى جانب زملائه من ضباط شرطة الكابيتول الأمريكي السابقين الذين كانوا حاضرين في مبنى الكابيتول الأمريكي أثناء هجوم الكابيتول في 6 يناير.

## حياته الشخصية
تزوج دان من دانييل مونكري في 11 يونيو 2009، لكن الزوجين مطلقان الآن لديهم ابنة. يعيش دان في ويتون بولاية ماريلاند، وتعهد بالانتقال إلى مكان ما داخل الدائرة الانتخابية الثالثة في ماريلاند إذا انتُخب للكونجرس.
في نوفمبر 2011، تم استدعاء ضباط شرطة مقاطعة مونتغومري إلى منزل دان للاستجابة لاعتداء منزلي عنيف تورط فيه دان وزوجته آنذاك نتيجة شجار حول عدم قيام ابن زوجته البالغ من العمر 16 عامًا بغسل الأطباق. وبحسب المذكرة الداخلية التي حصلت عليها Punchbowl News ، فإن زوجة دان لوحت بسكين مطبخ في اتجاه دان، مما دفعه إلى استعادة سلاحه العسكري وبندقيته، والتي كانت مخزنة في صندوق مقفل صادر عن الإدارة مع آلية قفل مكسورة، وهو انتهاك لسياسة شرطة الكابيتول الأمريكية التي أدت إلى الإيقاف عن العمل لمدة أربعة أيام بدون أجر. وعندما وصلت الشرطة إلى مكان الحادث، كان دان وزوجته يعانيان من خدوش بسيطة على أذرعهما، ولم يكن أي منهما على استعداد لتقديم بلاغات بشأن الحادث. في بيان لصحيفة Punchbowl ، اعترف دان وزوجته بالخلاف والمذكرة، لكنهما نفيا أنهما مارسا العنف الجسدي مع بعضهما البعض.

## الأوسمة
إلى جانب الضباط الآخرين الذين قاموا بحماية الكابيتول أثناء الهجوم، حصل دان على الميدالية الذهبية للكونجرس في 6 ديسمبر 2022. في 6 يناير 2023، منح الرئيس بايدن دان ميدالية المواطنين الرئاسية. قدم له مجلس مقاطعة مونتغومري استشهادًا في يونيو 2023.
في أغسطس 2024، أصبح دان عضوًا فخريًا في جمعية Iota Phi Theta خلال مؤتمر قيادة Iota في هيوستن، تكساس.